# Les Goulles
Les Goulles település Franciaországban, Côte-d’Or megyében. Lakosainak száma 17 fő (2022. január 1.). Les Goulles Lignerolles, La Chaume, Gurgy-la-Ville, Lucey és Aubepierre-sur-Aube községekkel határos.

## Népesség
A település népességének változása:
| Lakosok száma | 26   | 21   | 19   | 15   | 19   | 15   | 12   | 9    | 12   | 17   |
|               | 1968 | 1982 | 1990 | 2006 | 2013 | 2015 | 2017 | 2019 | 2020 | 2022 |